# Conjectura da bolha dupla

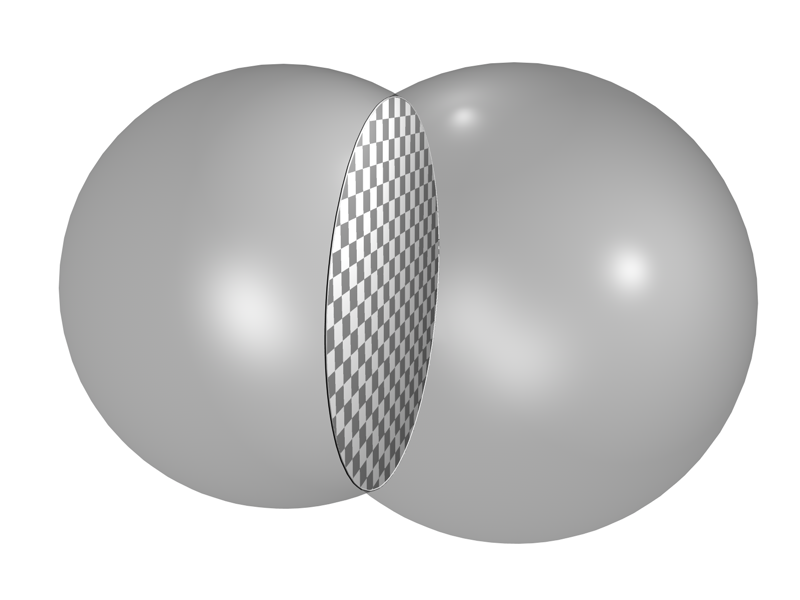
Uma bolha dupla

Na teoria matemática das superfícies mínimas, a conjectura da bolha dupla afirma que a forma que envolve e separa dois volumes dados e tem a mínima área de superfície possível é uma bolha dupla padrão - duas superfícies esféricas encontrando-se em ângulos de 2/3π em um círculo comum. Isso é agora um teorema, como uma demonstração que foi publicada em 2002.